# Comuna de Żytno
Żytno (polaco: Gmina Żytno) é uma gminy (comuna) na Polónia, na voivodia de Lodz e no condado de Radomszczański. A sede do condado é a cidade de Żytno.
De acordo com os censos de 2004, a comuna tem 5814 habitantes, com uma densidade 29,4 hab/km².

## Área
Estende-se por uma área de 197,54 km², incluindo:
- área agricola: 51%
- área florestal: 39%

## Demografia
Dados de 30 de Junho 2004:
|                      | Total   | Total | Mulheres | Mulheres | Homens  | Homens |
| -------------------- | ------- | ----- | -------- | -------- | ------- | ------ |
|                      | pessoas | %     | pessoas  | %        | pessoas | %      |
| População            | 5814    | 100   | 2849     | 49       | 2965    | 51     |
| Densidade (pop./km²) | 29,4    | 100   | 14,4     | 14,4     | 15      | 15     |

De acordo com dados de 2002, o rendimento médio per capita ascendia a 1228,79 zł.

## Comunas vizinhas
- Dąbrowa Zielona, Gidle, Kluczewsko, Kobiele Wielkie, Koniecpol, Wielgomłyny, Włoszczowa